# رومن سارتر
رومن سارتر (انگلیسی: Romain Sartre؛ زادهٔ ۱۲ نوامبر ۱۹۸۲) بازیکن فوتبال اهل فرانسه است.
از باشگاه‌هایی که در آن بازی کرده‌است می‌توان به باشگاه فوتبال المپیک لیون، باشگاه فوتبال لانس، باشگاه فوتبال سدان، و باشگاه فوتبال نیم المپیک اشاره کرد.